# Costigliole d'Asti
Costigliole d'Asti är en ort och kommun i provinsen Asti i regionen Piemonte i Italien. Kommunen hade 5 771 invånare (2018).